# Teodrada
Teodrada (ur. ok. 785, zm. 9 stycznia 844 lub 853 w Schwarzach am Main) – córka Karola Wielkiego (dwunaste dziecko) i jego żony Fastrady. Została przełożoną opactwa w Argenteuil, a następnie w Münsterschwarzach.